# سوپر جام فوتبال آلمان ۲۰۱۶
سوپر جام فوتبال آلمان ۲۰۱۶ هفتمین دوره از این رقابت‌ها با نام DFL-Supercup بود، که به طور سالانه با حضور قهرمانان فصل قبل بوندس‌لیگا و جام حذفی فوتبال آلمان برگزار می‌شود. این بازی در ۱۴ اوت ۲۰۱۶ در سیگنال ایدونا پارک و به میزبانی شهر دورتموند برگزار شد.
در این مسابقه بایرن مونیخ، به عنوان قهرمان بوندس‌لیگا ۱۶–۲۰۱۵ (و جام حذفی فوتبال آلمان ۱۶–۲۰۱۵)، به مصاف نایب قهرمان بوندس‌لیگا ۱۶-۲۰۱۵، دورتموند، که آخرین بار در سوپر جام ۲۰۱۴ پیروز شده بود، رفت. دورتموند به دلیل قهرمانی بایرن در لیگ و جام حذفی، به عنوان نایب قهرمان لیگ راهی این بازی شد.
بایرن مونیخ که سه سوپرجام قبلی را از دست داده بود و آخرین بار در سال ۲۰۱۲ سوپرجام را از آن خود کرده بود توانست با پیروزی ۲–۰ در این دیدار، پنجمین قهرمانی خود در این رقابت‌ها را کسب کند.

## تیم‌ها
در جدول زیر، بازی‌هایی که تا سال ۱۹۹۶ برگزار شده‌است، در دوره DFB-Supercup و از سال ۲۰۱۰ به بعد در دوره DFL-Supercup بوده‌است.
| تیم         | صعود به واسطه                                             | حضور قبلی (پررنگ نشان‌دهنده قهرمانی)                      |
| ----------- | --------------------------------------------------------- | -------------------------------------------------------- |
| دورتموند    | نایب‌قهرمانی بوندس‌لیگا ۱۶–۲۰۱۵                             | ۷ (۱۹۸۹، ۱۹۹۵، ۱۹۹۶، ۲۰۱۱، ۲۰۱۲، ۲۰۱۳، ۲۰۱۴)             |
| بایرن مونیخ | قهرمانی بوندس‌لیگا ۱۶–۲۰۱۵ و جام حذفی فوتبال آلمان ۱۶–۲۰۱۵ | ۹ (۱۹۸۷، ۱۹۸۹، ۱۹۹۰، ۱۹۹۴، ۲۰۱۰، ۲۰۱۲، ۲۰۱۳، ۲۰۱۴، ۲۰۱۵) |

## پیشینه
این هشتمین حضور دورتموند در سوپرجام با سابقه پنج پیروزی و دو باخت و برای بایرن پنجمین حضور متوالی و در کل دهمین حضور در مجموع رقابت‌های سوپرجام با سابقه چهار پیروزی و پنج باخت پیش از این بازی بود. این بازی پنجمین دوره از رقابت‌های سوپرجام با تقابل دورتموند و بایرن بود که پیش از این در سال‌های ۱۹۸۹، ۲۰۱۲، ۲۰۱۳، و ۲۰۱۴ نیز تکرار شده‌بود و حاصل آن سه پیروزی برای دورتموند در سال‌های ۱۹۸۹، ۲۰۱۳ و ۲۰۱۴ و یک پیروزی در سال ۲۰۱۲ برای بایرن بود.
این بازی نخستین حضور رسمی کارلو آنچلوتی به عنوان سرمربی بایرن بود.

## بازی
پس از آنکه ضربه ابتدایی آرتورو ویدال از پشت محوطه جریمه توسط رومن بورکی دروازه‌بان دورتموند به‌طور ناقص مهار شد، بار دیگر توپ در مقابل پای ویدال قرار گرفت که با یک ضربه پای راست در دقیقه ۵۸ نخستین گل بایرن مونیخ را به ثمر رساند. در نتیجه کرنری که برای بایرن حاصل شد، ضربه سر متس هوملس به مقابل پای توماس مولر در محوطه شش قدم رسید، تا او در دقیقه ۷۹ دومین گل را برای بایرن ثبت کند.

### جزئیات
| دورتموند | ۰–۲ | بایرن مونیخ            |
| -------- | --- | ---------------------- |
|          |     | - ویدال ۵۸' - مولر ۷۹' |

| دورتموند | بایرن مونیخ |

| GK         | ۳۸ | رومن بورکی              |     |     |
| RB         | ۳۰ | فلیکس پاسلاک            | '۲۹ |     |
| CB         | ۲۵ | سوکراتیس پاپاستاتوپولوس |     |     |
| CB         | ۵  | مارک بارترا             |     |     |
| LB         | ۲۹ | مارسل اشملزر (c)        |     |     |
| CM         | ۲۷ | گنزالو کاسترو           |     |     |
| CM         | ۱۸ | سباستین روده            | '۶۱ |     |
| RW         | ۲۰ | آدریان راموس            |     | '۶۹ |
| AM         | ۲۳ | شینجی کاگاوا            |     |     |
| LW         | ۷  | عثمان دمبله             | '۳۹ | '۶۸ |
| CF         | ۱۷ | پیر امریک اوبامیانگ     |     | '۷۸ |
| تعویض‌ها:   |    |                         |     |     |
| GK         | ۱  | رومن وایدنفلر           |     |     |
| DF         | ۱۳ | رافائل گوئریرو          |     |     |
| DF         | ۲۶ | ووکاش پیشچک             |     |     |
| MF         | ۹  | امره مور                |     | '۷۸ |
| MF         | ۱۰ | ماریو گوتسه             |     |     |
| MF         | ۲۱ | آندره شورله             |     | '۶۸ |
| MF         | ۳۳ | یولیان وایگل            |     | '۶۹ |
| سرمربی:    |    |                         |     |     |
| توماس توخل |    |                         |     |     |

| GK            | ۱  | مانوئل نویر      |     |     |
| RB            | ۲۱ | فیلیپ لام (c)    |     |     |
| CB            | ۸  | خاوی مارتینز     | '۱۰ |     |
| CB            | ۵  | متس هوملس        |     |     |
| LB            | ۲۷ | داوید آلابا      |     |     |
| CM            | ۲۳ | آرتورو ویدال     |     | '۷۱ |
| CM            | ۱۴ | ژابی آلونسو      | '۲۹ |     |
| CM            | ۶  | تیاگو            |     |     |
| RW            | ۲۵ | توماس مولر       |     | '۸۶ |
| LW            | ۷  | فرانک ریبری      | '۲۹ | '۶۵ |
| CF            | ۹  | روبرت لواندوفسکی |     |     |
| تعویض‌ها:      |    |                  |     |     |
| GK            | ۲۶ | اسون اولریش      |     |     |
| DF            | ۱۳ | رافینیا          |     |     |
| DF            | ۱۸ | خوآن برنات       |     | '۸۶ |
| DF            | ۳۹ | نیکولاس فلدان    |     |     |
| MF            | ۲۹ | کینگزلی کومان    |     | '۶۵ |
| MF            | ۳۲ | یزوا کیمیش       |     | '۷۱ |
| FW            | ۳۷ | جولیان گرین      |     |     |
| سرمربی:       |    |                  |     |     |
| کارلو آنچلوتی |    |                  |     |     |

| بهترین بازیکن زمین: مانوئل نویر (بایرن مونیخ) کمک داوران: رافائل فولتین (ماینس-کیستل) مارتین تامسون (کلوه) داور چهارم: توبیاس استیلر (هامبورگ) | قوانین بازی: - ۹۰ دقیقه وقت معمول. - ضربات پنالتی در صورت تساوی. - ۷ بازیکن ذخیره، با امکان ۳ تعویض. |

### آمار
| آمار            | دورتموند | بایرن مونیخ |
| --------------- | -------- | ----------- |
| گل زده          | ۰        | ۲           |
| شوت (ها)        | ۲۰       | ۱۰          |
| شوت در چهارچوب  | ۵        | ۵           |
| دفع توپ         | ۳        | ۵           |
| مالکیت توپ      | ۵۶٪      | ۴۴٪         |
| کرنر (ها)       | ۷        | ۲           |
| خطا (ها)        | ۱۵       | ۱۸          |
| آفساید          | ۲        | ۰           |
| کارت (های) زرد  | ۳        | ۳           |
| کارت (های) قرمز | ۰        | ۰           |